# Михайловка (Аннинский район)
Михайловка — упразднённая деревня в Аннинском районе Воронежской области России.

## География
Урочище находится в северной части Воронежской области, в лесостепной зоне, на правом берегу реки Сухая Тишанка, на расстоянии примерно 21 километра (по прямой) к юго-востоку от посёлка городского типа Анна, административного центра района. Абсолютная высота — 120 метров над уровнем моря.

### Климат
Климат характеризуются как умеренно континентальный, с умеренно холодной зимой и жарким сухим летом. Среднегодовая температура воздуха составляет +5,3 °С. Средняя температура воздуха самого холодного месяца (января) — −9,7 °C (абсолютный минимум — −38 °C); самого тёплого месяца (июля) — +20,2 °C (абсолютный максимум — +39 °C). Безморозный период длится около 154 дней. Среднегодовое количество атмосферных осадков составляет 508 мм, из которых большая часть выпадает в тёплый период.

## История
По данным переписи 1926 года имелось 3 хозяйства и проживало 11 человек. В административном отношении входила в состав Рамонского сельсовета Архангельской волости Новохопёрского уезда Воронежской губернии.